# Вулиця Олександра Удовиченка (Кам'янець-Подільський)
Ву́лиця Олександра Удовиченка — вулиця в місті Кам'янець-Подільський, місцевість Підзамче. Вулиця названа на честь українського військового і громадського діяча Удовиченка Олександра Івановича.

## Розташування
Пролягає від Оринського шосе до Оринського провулку. Прилучаються провулки: Папаніна, Шолохова, Кам'янецький, Амбулаторний, вулиці: академіка Заболотного, Некрасова.

## Історія

Удовиченко Олександр

### Перейменування
У Кам'янці-Подільському 4 грудня 2018 року перейменували вулицю Папаніна на вулицю Олександра Удовиченка. Відповідне рішення депутати ухвалили під час 64-ї сесії міської ради. Раніше ЗМІ повідомляли, що з метою врахування громадської думки та інтересів мешканців міста, кам'янчанам пропонувалось надати пропозиції щодо перейменування даної вулиці. Назву вулиці на честь Олександра Удовиченка запропонувала топонімічна комісія.
Ініціаторкою перейменування даної вулиці стала українська письменниця, громадська діячка, кам'янчанка Лора Підгірна.